# リタ・ヘイワース
リタ・ヘイワース（Rita Hayworth,　本名Margarita Carmen Cansino、1918年10月17日 - 1987年5月14日）は、アメリカ合衆国ニューヨーク市ブルックリン出身の女優。1940年代にセックスシンボルとして一世を風靡した。

## 略歴
マルガリータ・カルメン・カンシーノとして生まれる。両親共にダンサーであり、自身も12歳から舞台に立ち、10代のはじめには週に20ステージも踊っていた。
1935年にFOXと契約して映画デビューしたがすぐにフリーに戻り、しばらくしてコロムビアと契約。その時にスタジオから髪を赤毛に染めるように言われた（地毛は濃い茶色）。また、生え際に電気針で毛根の処理を施して脱毛し、額を広くする処置も行った。
2年の間小さな役をこなした後、1939年、ハワード・ホークス監督の『コンドル』で注目を集める。その後、ジェームズ・キャグニー主演の『いちごブロンド』やタイロン・パワーの『血と砂』、フレッド・アステアと共演した『踊る結婚式』などでスターの座を掴む。豊かな赤毛がトレードマークの彼女は、テクニカラー作品によく映えた。
彼女の魅力が最も発揮された作品は1946年の『ギルダ』である。チャールズ・ヴィダー監督のフィルム・ノワールで彼女は運命の女ギルダを演じ、セックス・シンボルとして絶大な人気を誇った。黒いドレスを着て"Put the Blame on Mame"を歌う場面はよく知られている。1947年には$250,000の年俸と、出演映画の収益の50％の契約をコロムビアと結んだ。

## 私生活
プライベートではオーソン・ウェルズ（2番目の夫）やアーガー・ハーン3世の息子Prince Aly Khanなどと5回の結婚歴があり、娘が2人いる。1980年代からアルツハイマーを患い、1987年に死去。68歳没。
甥は声優のリチャード・カンシーノ。

## 影響
スティーヴン・キングの小説『刑務所のリタ・ヘイワース』（Rita Hayworth and Shawshank Redemption）および映画化された『ショーシャンクの空に』の中で刑務所内でこの映画『ギルダ』が上映されるシーンがあり、彼女のポスターが重要なキーとなっている。2001年公開の『マルホランド・ドライブ』でも、「ギルダ」のポスターを見た副主人公が「リタ……わたしの名前はリタよ」と名乗るシーンがある。

## 主な出演作品
| 公開年 | 邦題 原題                                          | 役名                     | 備考       |
| ------ | -------------------------------------------------- | ------------------------ | ---------- |
| 1935   | ピラミッドの殺人 Charlie Chan in Egypt             |                          |            |
| 1935   | ダンテの地獄篇 Dante's Inferno                     | 踊り子                   |            |
| 1935   | 可愛いオディ Paddy O'Day                           | タマラ                   |            |
| 1936   | 完全犯罪 Meet Nero Wolfe                           | マリア                   |            |
| 1937   | テキサスは大騒ぎ Trouble in Texas                  | カルメン                 |            |
| 1937   | 空のギャング Criminals of the Air                  | リタ・オーウェンズ       |            |
| 1939   | コンドル Only Angels Have Wings                    | ジュディ                 |            |
| 1940   | ミュージック・イン・マイ・ハート Music in My Heart | パトリシア               |            |
| 1940   | 紐育（ニューヨーク）の天使 Angels Over Broadway    | ニナ                     |            |
| 1941   | いちごブロンド Strawberry Blonde                   | ヴァージニア             |            |
| 1941   | 血と砂 Blood and Sand                              | ドーニャ・ソル           |            |
| 1941   | 踊る結婚式 You'll Never Get Rich                   | シェイラ・ウィンスロップ |            |
| 1942   | 運命の饗宴 Tales of Manhattan                      | エセル                   |            |
| 1942   | 晴れて今宵は You Were Never Lovelier               | マリア                   |            |
| 1944   | カバーガール Cover Girl                            | ラスティ・パーカー       |            |
| 1945   | 今宵よ永遠に Tonight and Every Night               | ロザリンダ・ブルース     |            |
| 1946   | ギルダ Gilda                                       | ギルダ                   |            |
| 1947   | 地上に降りた女神 Down to Earth                     | テルプシコラー／キティ   |            |
| 1947   | 上海から来た女 The Lady from Shanghai              | エルザ・バニスター       |            |
| 1948   | カルメン The Loves of Carmen                       | カルメン                 |            |
| 1952   | 醜聞殺人事件 Affair in Trinidad                    | クリス                   |            |
| 1953   | 情炎の女サロメ Salome                              | サロメ                   |            |
| 1953   | 雨に濡れた欲情 Miss Sadie Thompson                 | サディ・トンプソン       |            |
| 1957   | 海の荒くれ Fire Down Below                         | イレーナ                 |            |
| 1957   | 夜の豹 Pal Joey                                    | ヴェラ                   |            |
| 1958   | 旅路 Separate Tables                               | アン・シャンクランド     |            |
| 1959   | コルドラへの道 They Came to Cordura                | アデレード               |            |
| 1961   | 楽しい泥棒日記 The Happy Thieves                   | エヴァ・ルイス           |            |
| 1964   | サーカスの世界 Circus World                        | リリ・アルフレド         |            |
| 1965   | 銭の罠 The Money Trap                              | ロザリー                 |            |
| 1966   | 悪のシンフォニー Poppies Are Also Flowers          | モニーク                 | テレビ映画 |
| 1967   | 残虐の掟 L'avventuriero                            | カテリナ                 |            |
| 1968   | バスタード I Bastardi                              | マーサ                   |            |
| 1970   | 渚の果てにこの愛を Road to Salina                  | マーラ                   |            |
| 1972   | サンタマリア特命隊 The Wrath of God                | デ・ラ・プラタ           |            |

## 参照
1. ↑  Gerald Clarke. "The All-American Love Goddess." Time. May 25, 1987. Accessed June 4, 2009.
2. ↑  The early years
3. ↑  "Hayworth Dies at 68." Reuters. May 17, 1987.
4. ↑  Rita Hayworth:Hispanics You Should Know
5. ↑  Hedda Hopper, "Looking at Hollywood," AP, Oct. 22, 1947. Accessed June 4, 2009.
6. ↑  “Rita Hayworth's misdiagnosed struggle”.  ロサンゼルス・タイムズ. 2022年10月30日閲覧。